# Matah
Matah (dosl. „donijeti sol”) naziv je za armensku tradiciju dobrotvorne gozbe za sirotinju. Osnovna svrha nije prinos žrtve, nego davanje dara Bogu pod prilikom pružanja milosti siromasima.
Svećenik prvo blagoslivlja sol koju dobročinitelj donosi u crkvu za matah. Prema tradiciji, za matah se kolju mužjaci ili junca, ovna ili pijetla. Nakon što se meso skuha u vodi s blagoslovljenom soli, dijeli se sirotinji. Meso se ne smije čuvati kod kuće, nego se treba razdijeliti istoga dana nakon klanja.

### Članci
- Bagdasarov, Artur. 2014. Armenski narod, Armenska Apostolska Crkva i doprinos armenskih katolika hrvatskoj kulturi. Crkva u svijetu. Sveučilište u Splitu - Katolički bogoslovni fakultet. Split. 49 (4): 513–532